# Valencina de la Concepción
Valencina de la Concepción – gmina w Hiszpanii, w prowincji Sewilla, w Andaluzji, o powierzchni 25,14 km². W 2011 roku gmina liczyła 8055 mieszkańców.
Valencina jest interesującym miejscem turystycznym, ponieważ jest uroczym andaluzyjskim miastem, zaledwie 6 km od zabytków i atrakcji turystycznych Sewilli.